# Alex Shnaider
Alex Shnaider este un om de afaceri canadian de origine ucraineană, care în perioada 2005 - 2006 a fost implicat în Formula 1 ca proprietar al echipei Jordan, căreia i-a schimbat numele în Midland F1.